# きな粉雑煮
きな粉雑煮（きなこぞうに）は、奈良県、および、その周辺部で食べられる雑煮、あるいは、その食べ方である。

## 概要
奈良県の雑煮を特徴付けるのは、椀の餅を箸で汁から取り出し、別皿のきな粉にまぶして食べることである。雑煮そのものは、白味噌仕立てで、サトイモ・ダイコン・豆腐を入れて白一色にする家庭と、ニンジンを加えて紅白にする家庭がある。関西の他府県同様、丸餅であるが、焼いて入れるのは奈良独特である。奈良県農林部は『「奈良のうまいもの」郷土料理』で「奈良の雑煮は、一風変わっていて雑煮の餅を砂糖入りのきな粉につけて「あべかわ餅」のようにして食べます。椀の中では、人の頭になるように頭芋（ヤツガシラ）、豆腐は白壁の蔵、コンニャクは土蔵の象徴で蔵が建つようにと四角く、丸く一年過ごせるように、餅は丸餅、大根、ニンジンは輪切りに、きな粉の黄色は、米の豊作を願うなど、家族の健康と子孫繁栄を願っています。」と紹介している。

## 地域の広がりと特徴
- 奈良盆地一円、大和高原、宇陀地域、吉野郡東吉野村。京都府木津川市と三重県の伊賀地域の一部。
- 白味噌仕立てが主流であるが、普段の味噌を使う家庭もある。宇陀郡曽爾村と御杖村では澄まし汁仕立てにする家庭が多い。
- 黄大豆のきな粉を使う場合が多いが、東部山間では香りのよい青大豆のきな粉を使う家庭も多い。
- 山辺郡山添村では、やつがしら（里芋）を丸ごと入れた「頭芋の雑煮」が特徴である[2]。

## 名称について
この雑煮の際立った特徴を全国に知らしめたのは「きな粉雑煮」という名称にある。きな粉を付けて食べるという特徴がなければ、餅を焼くということを除いて、京都や大阪の関西風雑煮とあまり変わらないため、それほど注目されることはなかったと思われる。その食べ方は多くの奈良県民にとってごく当たり前の食べ方であったため、例えば、寿司に醤油をつけて食べるのを敢えて「醤油寿司」と言わないのと同様、通常は単に「雑煮」と呼ばれていた。2005年（平成17年）以前の文献によると、
- 農山漁村文化協会の『聞き書奈良の食事』は、奈良盆地、斑鳩の里、奥宇陀の章で、きな粉を付けて食べることにごく簡単に触れている。また同書籍によれば山辺郡山添村北野で1月7日に七草粥としてナズナ、餅、小松菜を具として入れた味噌味の粥を炊くが、「具の餅は取り出し、黄粉をつけて食べる」と記されている[3]
- 奈良の食文化研究会による「大和雑煮」（取材・文 岩城啓子、2000年1月）は、きな粉を添えることに簡単に言及している[4]。
- 田中敏子の『大和の味』「大和雑煮」では、きな粉については一切言及していない[5]。
- 冨岡典子の『大和の食文化』「大和の雑煮」は、きな粉をまぶして食べることについて、「この作法は大和固有のものである。」と述べている[6]。

のように、きな粉と絡めることを「食べ方」と考えて雑煮と切り離してとらえていたり、言及してもその特徴を特に強調するものではなかったりした。
「きな粉雑煮」という名称が最初に広まったのは、2005年に文化庁が主催した「お雑煮100選」で、奈良県東吉野村立小川小学校（現・東吉野小学校）の応募した「きな粉雑煮」が審査員特別賞に選ばれ、全国的に報道されたことによる。「きな粉」も「雑煮」も多くの人に理解されるが、その2語を合わせて「きな粉雑煮」とした途端に、経験のない人には全く想像できない衝撃的な名称となり、独特の食べ方が県民以外に知られることとなった。
その後、奈良県の郷土料理としてこの名称が採用され、正月時期にはホテルやレストランで奈良名物として提供されるなど、観光資源としての価値が見出されている。